# 襄陽駅 (湖北省)
襄陽駅 （じょうようえき、簡体字:襄阳站、拼音:Xiāngyángzhàn）は、中華人民共和国襄陽市樊城区前進路に位置する中国国鉄の駅である。武漢鉄道局直轄の1等駅で、襄渝線、焦柳線、漢丹線の接続駅である。また襄陽南駅、棗陽駅、随州駅等16ヶ所の中間駅を管理する。

## 歴史
- 1960年6月1日: 樊城駅開業。着発線2線。
- 1966年1月1日: 漢丹線全線開通、樊城駅を 襄樊駅と改称[2]。
- 1980年:電化に伴い大規模な改装工事を行う。
- 2001年6月28日: 橋上待合室が完成[3]。
- 2006年1月8日:駅前広場改修工事完成。
- 2009年8月10日:2番ホームを電車用に嵩上げ工事を行う[4]。
- 2011年6月8日:襄樊駅を襄陽駅に、旧襄陽駅を襄陽南駅に改称[5]。

## 駅構造
単式ホーム1面、 島式ホーム 3面の4面7線の地上駅で、この他に着発線が7線ある。また2番ホームは嵩上げされた電車用となっている。
待合室面積は10,940平方メートルあり、貴賓、軟席、母子、兵士、高齢者障碍者、一般用に分かれており、最大収容人数は13,600人である。高架1番待合室ミュージックカフェ、基本待合室には、駅職員用食堂、旅客用売店、クローク、ラウンジがある。
駅前広場東側にはタクシー乗り場、地下道を抜けると襄陽市バス乗り場がある。

## 駅周辺
- 九隆広場
- 襄陽鉄路大酒店
- 風神賓館
- 襄陽バスセンター
- 陽光美食城
- 中国建設銀行